# Aguinane
Aguinane (en àrab اكينان, Agīnān; en amazic ⴰⴳⵉⵍⴰⵍ) és una comuna rural de la província de Tata, a la regió de Souss-Massa, al Marroc. Segons el cens de 2014 tenia una població total de 2.801 persones.